# Un entre tants...
Un entre tants... és un disc del cantant alcoià Ovidi Montllor, publicat el 1972 per la discogràfica Discophon. Després de tres senzills, aquest és el primer llarga durada del cantautor valencià, amb nou peces, entre les quals hi ha Perquè vull o Sí, senyor. El títol és una referència a la poesia de Vicent Andrés Estellés i per al revers de l'àlbum va comptar amb una caricatura dibuixada pel Jaume Perich i Escala. El 1997 es va reeditar l'àlbum, publicat ara per la discogràfica Discmedi, conjuntament amb el posterior Crònica d'un temps.

## Cançons
- El diluvi
- El desesperat
- De l'espai no te'n refies mai
- Garrotada en swing
- Cançoneta juganera 3
- Sí senyor
- Perquè vull
- Visc el que veig
- Cançoneta juganera 2

### Perquè vull
Aquesta peça és una de les més rellevants de la discografia d'Ovidi Montllor. Ha estat versionada per artistes com Inadaptats o Pascal Comelade, on es va ressaltar "els adequats perfils de la música de poble, de l'envelat, d'eixe art popular que sempre va defensar el polifacètic artista d'Alcoi", escriu Esteban Linés a La Vanguardia. Com a curiositat, la companyia teatral Gom Teatre va prendre el nom "Perquè vull!" com a títol del seu muntatge, dirigit per Frederic Roda i produït per Toni Pastor, sobre les cançons més significatives de l'alcoià. L'obra va guanyar a la VI edició de la Fira de Teatre de Manacor.